# Physocephala nervosa
Physocephala nervosa är en tvåvingeart som beskrevs av Krober 1915. Physocephala nervosa ingår i släktet Physocephala och familjen stekelflugor. Inga underarter finns listade i Catalogue of Life.